# Monte Sião
Monte Sião (em hebraico: הַר צִיוֹן; romaniz.: Har Tsiyyon; em árabe: جبل صهيون; romaniz.: Jabel Sahyoun) é um monte em Jerusalém localizado bem ao lado da muralha da Cidade Antiga e historicamente associado ao Monte do Templo. O termo é frequentemente utilizado para designar a Terra de Israel.

## Etimologia
A etimologia da palavra "Sião" ("ṣiyyôn") é incerta.
Mencionado na Bíblia em II Samuel (II Samuel 5:7) como sendo o nome do local onde estava uma fortaleza jebusita conquistada pelo rei Davi, sua origem provavelmente é anterior à chegada dos antigos israelitas. Se for semítico, pode ser derivado da raiz hebraica "ṣiyyôn" ("castelo"), da árabe "ṣiyya" ("terra seca") ou ainda da árabe "šanā" ("proteger" ou "cidadela"). É possível que o termo também esteja relacionado à raiz árabe "ṣahî" ("subir até o topo") ou "ṣuhhay" ("torre" ou "o cume da montanha"). Uma relação não-semítica com a palavra hurriana "šeya" ("rio" ou "riacho") também já foi sugerida.
Sahyun (em árabe: صهيون, Ṣahyūn ou Ṣihyūn) é a palavra para "Sião" em árabe e em siríaco. Um vale chamado "Wâdi Sahyûn" (uádi significa "vale") aparentemente preserva o nome original e está localizado a aproximadamente três quilômetros do Portão de Jaffa da Cidade Velha.
A frase "Har Tzion" aparece nove vezes na Bíblia judaica, mas escrita com um tsade e não um zayin.

## História
De acordo com o relato em II Samuel (II Samuel 5:7), depois de conquistar a "fortaleza de Sião", David construiu ali seu palácio e a Cidade de David. O local foi mencionado também em Isaías 60:14, nos Salmos e em I Macabeus (ca. século II a.C.).
Depois da conquista da cidade jebusita, o monte da Cidade Baixa foi dividido em diversas partes. A mais alta, ao norte, tornou-se o local onde estava o Templo de Salomão. Com base em escavações arqueológicas que revelaram seções da muralha deste primeiro templo, acredita-se que ali era de fato o antigo Monte Sião.
No final do período do Primeiro Templo, Jerusalém se expandiu para o oeste. Pouco antes da conquista romana de Jerusalém e da destruição do Segundo Templo, Josefo descreveu o Monte Sião como uma colina do outro lado do vale para o oeste. Assim, a colina ocidental que se estendia pelo sul da Cidade Velha acabou sendo conhecida como "Monte Sião" e assim permanece desde então. No final do período romano, uma sinagoga foi construída na entrada da estrutura conhecida como "Túmulo de Davi", provavelmente por causa da crença de que Davi teria trazido a Arca da Aliança até ali vinda de Bete-Semes e Quiriate-Jearim antes da construção do Templo.
Em 1948, o Monte Sião foi ligado ao bairro de Yemin Moshe, em Jerusalém Ocidental, através de um túnel estreito. Durante a guerra da independência, uma forma alternativa para evacuar feridos e transportar suprimentos aos soldados que estavam no alto do monte se fez necessária. Um teleférico capaz de carregar 250 kg foi instalado e era operado apenas à noite para evitar ser detectado. O aparelho ainda existe e está no Hotel Monte Sião.
Entre 1948 e 1967, quando a Cidade Velha esteve sob ocupação jordaniana, aos israelenses foi negada a permissão de irem até seus lugares santos. O Monte Sião foi designado uma terra de ninguém entre Israel e Jordânia. O monte era o local mais próximo do local do antigo Templo de Jerusalém ainda acessível aos israelenses. Até a reconquista de Jerusalém Oriental durante a Guerra dos Seis Dias, os israelenses subiam no teto do Túmulo de Davi para orar.
A sinuosa estrada que leva ao topo do Monte Sião é conhecida como "Caminho do Papa" ("Derekh Ha'apifyor") e foi pavimentada em homenagem às históricas visitas a Jerusalém pelo papa Paulo VI em 1964.

## Pontos turísticos
Entre os mais importantes estão a Abadia da Dormição, o Túmulo de Davi e a Sala da Última Ceia. A maior parte dos historiadores e arqueologistas não acreditam que o "Túmulo de Davi" seja de fato o local onde estaria enterrado o rei Davi. A Câmara do Holocausto ("Martef HaShoah"), a precursora do Yad Vashem, também está no Monte Sião, assim como o cemitério protestante onde Oscar Schindler, um "justo entre as nações" que salvou mais de 1 200 judeus durante o Holocausto, está enterrado.

## Arqueologia
Em 1874, o britânico Henry Maudsley descobriu uma grande seção de rochas e diversos grandes tijolos de pedra no Monte Sião que, acredita-se, formavam a base da "Primeira Muralha" citada por Josefo. Muitas delas haviam sido utilizadas para construir uma murada de contenção à volta do portão principal da escola do bispo Gobat (local que depois ficou conhecido como "Instituto Americano para Estudos da Terra Santa" e a "Universidade de Jerusalém").